# لوح طيني

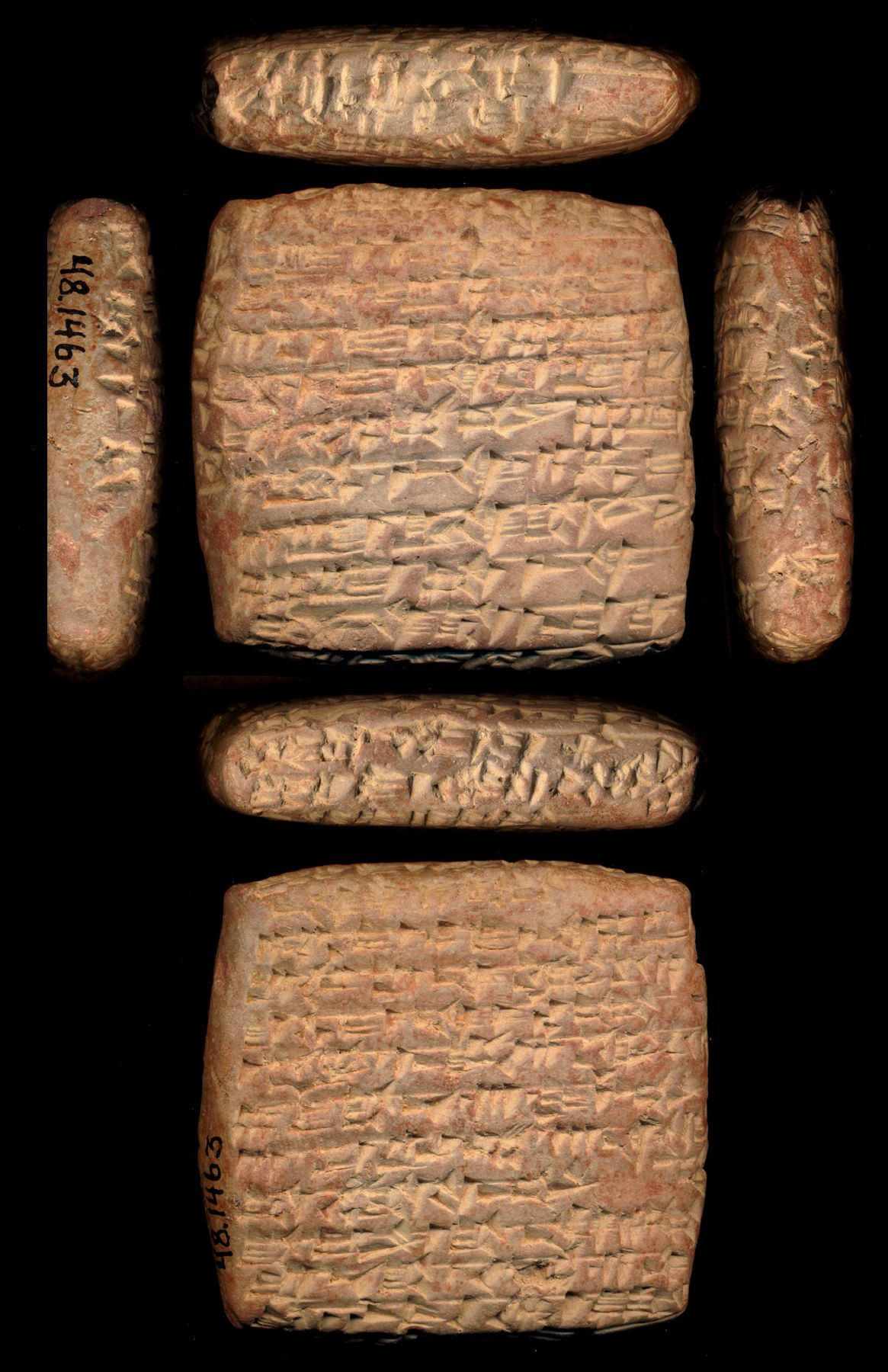
لوح طيني مصور من كل الاتجاهات

يعد لوح الطين أو لوح كتابي أو لوح مسماري أو رقيم طيني أحد أقدم مواد الكتابة للبشرية. جرى العثور عليها بشكل رئيسي في منطقة الهلال الخصيب في مناخ جاف وحار في الغالب منذ منتصف الألفية الرابعة قبل الميلاد.

## خصائص
لوح الطين هو لوح مصنوع من صلصال أو الطين، يمكن خدش الرموز فيه أو الضغط عليه باستخدام القلم. ثم يجفف اللوح. يمكن محو أو تصحيح الكتابة المحفورة عن طريق كشط الطبقة العليا، وحرق ألواح الطين، غالبًا عن غير قصد بسبب كوارث الحرائق، يجعلها متينة. ابتكر الخط المسماري من خلال التعامل الخاص مع القلم كإسفين طبع.
تغير شكل ألواح الطين ونوعها بمرور الوقت، ومثل تطور الكتابة واللغة، تتيح الأطوار تصنيفًا زمنيًا تقريبيًا. 

## الانتشار
جرى استخدام أقراص الطين في بلاد ما بين النهرين . وهي تمثل واحدة من أقدم وسائل الإعلام الدائمة في التاريخ الثقافي ، مما جعل من الممكن تثبيت كل من الصور والسجلات المكتوبة. بالإضافة إلى ذلك ، كان هناك تقنيات أخرى كنقش النقوش في الحجر ونحتها على العظام (الصين  ).
أقدم النصوص المسمارية على ألواح الطين تسجل الإدخالات من الضرائب والمحاسبة . وأضيفت المراسلات الدبلوماسية والطقوس والشعر في وقت لاحق. حوالي 2300 ق جرى رسم خريطة (Ga-Sur) في ما يسمى ألواح نوزي ، اليوم بيورغان تبه ، جنوب غرب كركوك في العراق . في ألواح طينية بحجم حوالي 7 × 7  سم رُسمت الجبال والأنهار والمدن .
انتشر استخدام الألواح الطينية ، مع الكتابة المسمارية ، في جنوب بلاد الرافدين و آشور ، الأناضول ( الحيثية ) ، سوريا ، بلاد الشام ومصر ( أرشيف العمارنة ) ، قبرص وأورارتو . في أواخر العصر الآشوري ، صار إلى استبدال اللوح الطيني كوسيط تخزين بشكل متزايد بالبردي ، والذي كتب باللغة الآرامية .
نظام الخطي A اليوناني و النظام الخطي B في كريت كُتب كذلك على ألواح الطين ، كما كان الكتابة المقطعية القبرصية .

## أرشيف
كان لدى الإمبراطوريات القديمة في حضارات العصر البرونزي أرشيفات قصر للمراسلات الاقتصادية والدبلوماسية ، بالإضافة إلى وثائق إدارية. اكتشفت محفوظات كبيرة في بابل ، وأوروك ، وأوغاريت ، وخاتوشا ، وآشور ، ونينوى وتل العمارنة في مصر. كانت هناك أيضًا محفوظات خاصة تم فيها حفظ سندات المديونية وسندات الملكية وأحكام المحكمة. اكتشفت على سبيل المثال   في كانيش في الأناضول ، وإيسن وخانا . في سيبار كشف أرشيف أور-أوتو، الذي احتوى ما يقرب من 2000 لوح طيني، ويمتد على 250 عاما، وفي دلبات أرشيف إيلي-امراني، الذي يمتد على 180 عاما. 
أرشيفات مهمة:
- مكتبة آشور بانيبال
- رسائل العمارنة
- أرشيف ماري

## أدوات
أقراص الطين المحضرة وغير المكتوبة معروفة ، على سبيل المثال من ترقا . وكأداة محي اسنحدمت أداة على شكل فأس يمكن بها إزالتها بعض العلامات الفردية أو سطوربأكملها. 

## المؤلفات
- آلان ر. ميلارد: في مدح الكتبة القدماء. في: عالم الآثار الكتابي. 45 ، رقم 3 ، 1982 ، ISSN 0006-0895 ، الصفحات 143-153 ، جايستور 3209809

## وصلات خارجية
- قرص مسماري لمحاسبة الحبوب، مؤرخ Šū-Sin 3 - BSB Mon.script.cun. 2، اوما (؟)، 2034 ق قبل الميلاد

## هوامش
1. ↑  Amanda H. Podany: The Land of Hana. Kings, chronology and scribal tradition; CDL Press, Bethesda MD 2002, ISBN 1-883053-48-X, S. 3
2. ↑  Paola Demattè: The Origins of Chinese Writing: the Neolithic Evidence. In: Cambridge Archaeological Journal. Bd. 20, Nr. 2, ISSN 0959-7743, 2010, S. 211–228, دُوِي:10.1017/S0959774310000247
3. ↑  Amanda H. Podany: The Land of Hana. Kings, chronology and scribal tradition. CDL Press, Bethesda MD 2002, ISBN 1-883053-48-X, S. 20
4. ↑  Giorgio Buccellati, Marilyn Kelly-Buccellati, Mario Liverani: The scribes of Terqa. In: Archaeology at UCLA. Bd. 2, Nr. 14, 1983, online (PDF; 991 KB)[وصلة مكسورة] نسخة محفوظة 2020-05-29 على موقع واي باك مشين.